# CP그룹
CP그룹(Charoen Pokphand, 태국어: เจริญโภคภัณฑ์)은 방콕에 위치한 태국의 기업집단이다. 태국 최대의 사기업이다. 이 기업은 13개 비즈니스 그룹을 커버하는 8개 사업 라인을 갖추고 있다. 2020년 기준으로 이 그룹은 21개국에 투자하였다.
세계 최대의 새우 생산 기업 쨔런 포카판 푸즈(CPF)를 운영하고 있으며 가금류, 돼지고기 등의 생산 기업 중에서 글로벌 3위를 차지한다. 일본의 20,000개점에 이어 세계에서 2번째로 수가 많은 12,000곳 이상의 세븐일레븐과 함께 동남아시아의 최대 리테일 사업 또한 운영하고 있다.